# كأس الدوري الياباني 1994
كأس الدوري الياباني 1994 (باليابانية: 1994年のJリーグカップ) هو الموسم 3 من كأس الدوري الياباني. أشرف على تنظيمه دوري الدرجة الأولى الياباني، وكان عدد الأندية المشاركة فيه 16، وفاز فيه طوكيو فيردي.